# Ex-Viñedos Guadalupe
Ex-Viñedos Guadalupe är en ort i Mexiko.   Den ligger i kommunen San Francisco de los Romo och delstaten Aguascalientes, i den centrala delen av landet, 400 km nordväst om huvudstaden Mexico City. Ex-Viñedos Guadalupe ligger 1 917 meter över havet och antalet invånare är 3 499.
Terrängen runt Ex-Viñedos Guadalupe är en högslätt, och sluttar västerut. Runt Ex-Viñedos Guadalupe är det tätbefolkat, med 459 invånare per kvadratkilometer. Närmaste större samhälle är Aguascalientes, 8,6 km söder om Ex-Viñedos Guadalupe. Trakten runt Ex-Viñedos Guadalupe består till största delen av jordbruksmark.